# Uru
L'uru o uruquilla és una llengua indígena de l'ètnia dels urus, antics habitants de les illes del llac Titicaca i les ribes del riu Desaguadero. A la llengua parlada pels urus d'Irohito (Bolívia), avui en perill seriós d'extinció, se'l denomina també uchumataqu (Hannss, 79:2009). Aquesta llengua estaria fortament relacionada amb el chipaya, amb la que conformen la família de llengües uru-chipaya (Velasco Rojas, 2010).

## Situació actual
El uru ha estat reemplaçat, principalment, per l'aimara i el castellà. L'any 2000, quedaven tan sols dos parlants natius, d'un grup ètnic d'entre cent i cent cinquanta persones de la província d'Ingavi (La Paz, Bolívia), l'any 2019 l'institut tècnic de la llengua uru-chipaya va calcular la recuperació de la llengua perquè entre el 200 i 3000 urus de Bolívia va haver-hi una gran millora dels parlants de l'idioma uru, Segons Hannss (79:2009), els urus d'aquesta regió, més específicament de la comunitat d'Irohito, van experimentar un desenvolupament polític i social positiu a partir de la dècada de 1990, la qual cosa va resultar en la fundació de la Nació Originària Uru (NOU) en 2001. Aquesta organització està conformada pels chipaya, els murato del Llac Poopó, els urus d'Irohito, els urus de les illes flotants de la badia de Puno (Perú), els habitants de Sant Joan de Coripata (departament de Carangas) i els isluga al nord de Xile. Malgrat aquest desenvolupament, com assenyala Hannss, els urus de Irohito experimenten un fenomen, molt comú també en altres comunitats: la migració de la gent jove cap a la ciutat o cap a països veïns a la recerca de treball.

## Aspectes històrics
Els urus de Irohito, comunitat fundada en un moment en què gran part dels urus ja s'havia tornat aimara, arran de les polítiques emprades primer pel govern incaic i posteriorment pels espanyols, s'han caracteritzat per tenir una economia basada en la caça d'ocells aquàtics i la pesca (Hannss, 2009: 79). No obstant això, aquesta activitat sempre ha estat motiu de menyspreu d'altres grups indígenes i dels colonitzadors espanyols. La seva forma de vida dràsticament afectada per una sequera extrema en la dècada dels 40 que no sols va fer que els urus abandonessin la seva economia tradicional sinó també va significar un greu descens dels parlants de l'uchumataqu (o uru), com a llengua d'ús diari en la comunitat.
Després de la incorporació de l'idioma uru-chipaya com un dels idiomes oficials de l'estat bolivià,s'han donat algunes accions per part de l'Organització de la Nació Uru (ONU) i altres organismes amb la finalitat de preservar aquesta llengua,per exemple la implementació del decret constitucional que estableix "a cada region o departament en el saber de les nacions originàries s'ha d'implementar l'ús de la llengua originària de la regió"pel qual es va implementar l'ús de la llengua com a motiu de l'aprenentatge estudiantil, altres accions va ser la creació d'una aplicació amb motiu d'aprenentatge de les llengües indígenes de Bolívia com l'aimara, quítxua, moxo i uru de les 3.180 persones que, en el cens del 2012, es van autodenominar pertanyents a la cultura uru, l'institut tècnic de la cultura Uru-chipaya a Oruro una gran quantitat té, gràcies a les mesures preses, un coneixement bàsic de l'idioma uru.

## Classificació
L'uchumataqu (uru) pertany, juntament amb el chipaya, a la família uru-chipaya, la que, segons Hannss (2009), pot ser millor considerada com una família lingüística aïllada de l'altiplà bolivià.

## Esbós gramatical

### Fonologia
Hannss (2009:87) proposa el següent esquema de consonants per l'uchumataqu:
|                      | Bilabials | Bilabials | Dentals | Dentals | Alveolars | Alveolars | Prepalatal | Prepalatal | Palatals | Palatals | Velars | Velars | Uvulars | Uvulars | Glotal | Glotal |
| Oclusives            | p         |           |         |         | t         |           |            |            |          |          | k      |        | q       |         |        |        |
| Aspirades            | ph        |           |         |         | th        |           |            |            |          |          | kh     |        | qh      |         |        |        |
| Glotalitzades        | p´        |           |         |         | t´        |           |            |            |          |          | k´     |        | q´      |         |        |        |
| Labialitzades        |           |           |         |         | tw        |           |            |            |          |          | kw     |        |         |         |        |        |
| Dentalitzades        |           |           |         |         |           |           |            |            |          |          | tk     |        |         |         |        |        |
| Nasals               |           | m         |         |         |           | n         |            |            |          | ɲ        |        |        |         |         |        |        |
| Vibrant              |           |           |         |         | r         |           |            |            |          |          |        |        |         |         |        |        |
| Fricatives           |           |           |         |         | s         |           |            |            |          |          | x      |        |         |         |        | h      |
| Africades            |           |           | ts      |         |           |           |            |            | č        |          |        |        |         |         |        |        |
| Glotalitzades        |           |           | ts´     |         |           |           |            |            | č´       |          |        |        |         |         |        |        |
| Aproximants laterals |           |           |         |         |           | l         |            |            |          | ʎ        |        |        |         |         |        |        |
| Semivocals           |           | w         |         |         |           |           |            | y          |          |          |        |        |         |         |        |        |

L'autora proposa, a més, el següent esquema de vocals:
|                | Anteriors         | Anteriors | Posteriors        | Posteriors |
|                | Allargament mitjà | Llarga    | Allargament mitjà | Llarga     |
| Altes          | i                 | i:        | u                 | u:         |
| Altes-mitjanes | e                 | e:        | o                 | o:         |
| Baixes         | a                 | a:        |                   |            |

### Lèxic i classes de paraules
Quant al lèxic i les classes de paraules en kallawaya, es pot assenyalar el següent (Hannss, 2009:90-93):
- Sobre la base de criteris morfosintàctiques, es poden distingir tres tipus de paraules en uchumataqu: els substantius, p. ex. dl.:si 'pot', kuyla 'casa', els adjectius, p. ex. čo:k 'gran', čuni 'bo', i els verbs, p. ex. ok- 'anar', čis- 'parlar'.
- Els substantius, la funció típica dels quals és la de ser nucli d'una frase substantiva, poden funcionar també com predicats, i en aquest cas no cal cap marca especial o marcador copulatiu, com s'observa en (1):

| (1) | pastu-čay                                             | ni-ki       |
|     | planta.medicinal-DCL                                  | aquella-TOP |
|     | ‘Aquella és una planta medicinal.’ (Vellard 1951: 22) |             |

- Els adjectius en uchumataqu formen una classe de paraula separada oberta i la seva funció principal és la de modificar als substantius, com en (2). No obstant això, els adjectius poden aparèixer també en funció predicativa, com en (3) i en aquest cas són marcats pel predicador -kasi, l'ús del qual està restringit només a adjectius.

| (2) | čuni                         | soni-naka |
|     | bo                           | home-PL   |
|     | ‘bon home’ (Uhle 1894: 28.2) |           |

| (3) | utča-kasi-čay                 |
|     | petit-PRED-DCL                |
|     | 'és petit'(Vellard 1949: 152) |

- Dins de la classe d'adjectius, es distingeixen quatre categories que es caracteritzen per la seva acció modificadora: els adjectius que funcionen també com a adverbis de manera, grau i modificació, com qhi:pi 'ràpid' en (4), els adjectius d'estats adjectivals marcats per -tni o el seu al·lomorf -tin com en (5), els quantificadors, com yuki 'molt, molts' en (6), i els numerals (1 ši, 2 piske, 3 čep, 4 pácpic, 5 paanucu, 6 pacchui, 7 tohoro, 8 cohonco, 9 sankau, 10 kalo) que són obligatòriament inflexionados amb el marcador nominal possessiu -či 'tenir', com s'observa en (7).

| (4) | qhi:pi                          | oqlay-a |
|     | ràpid                           | ir-IMP  |
|     | ‘¡Ves ràpid!’ (Uhle 1894: 98.1) |         |

| (5) | ana                                                        | matni  | tukun wawa |
|     | NEG                                                        | fèrtil | dona       |
|     | ‘una donar no fèrtil; una dona estèril’ (Métraux 1935: 90) |        |            |

| (6) | yuk[i]                                            | q’a:  |
|     | molt                                              | diner |
|     | ‘molts diners; un munt de diners’ (Uhle 1894: 29) |       |

| (7) | čhep                             | kalo | čep-či-či    |
|     | tres                             | deu  | tres-POS-POS |
|     | ‘trenta-tres’ (Vellard 1951: 18) |      |              |

- Quant als verbs, es distingeixen diferents classes semàntiques, com p. ex.: verbs de moviment, ex. čis- 'venir', verbs d'acció, ex. tax- 'dormir', verbs de cognició, ex. sis- 'conèixer', verbs d'acció-processo, ex. kona- 'matar', verbs factivos, ex. pa- 'fer', i verbs de parla, ex. pek- 'preguntar'. Els verbs, que es caracteritzen per funcionar prototípicamente com predicats, poden complir també la funció d'argument. Per exemple, en (8) el verb cisa 'conèixer' funciona com a objecte de la clàusula.

| (8) | sisa                                   | pek-u-čay      |
|     | conèixer                               | desitjar-1-DCL |
|     | ‘Desitjo conèixer.’ (Vellard 1967: 19) |                |

### Morfologia
Quant als trets que caracteritzen la morfologia del uchumataqu, es pot assenyalar els següent (Hannss, 2009: 94-104):
- En primer lloc s'ha d'esmentar que el uchumataqu és una llengua aglutinant, no obstant això el seu sistema pronominal és aïllant i el seu sistema de marcació de temps és fusional.
- Quant a la morfologia nominal, s'observen els següents sufixos nominals: el terminatiu -kama en (9), el possessiu -či en (10), el benefactivo -taki en (11), el purposivo -xapa en (12), el comitatiu-instrumental -stani en (13), i els marcadors plurals -naka i -wiči en (14a) i (14b).

| (9) | čuluras-kama                                          | sel-aki-čay | am-ki     |
|     | quan-TER                                              | ser-FUT-DCL | usted-TOP |
|     | ‘Fins quan estarà vostè (pescant)?’ (Uhle 1894: 68.2) |             |           |

| (10) | wir-ki                                      | pataki | wat[a]-či-čay |
|      | yo-TOP                                      | cent   | anys-POS-DCL  |
|      | ‘Tinc cent anys d'edat’. (Métraux 1935: 91) |        |               |

| (11) | thune-s                                                                 | tek-čay    | wakpača | suni-taki |
|      | sol-CL.3                                                                | entrar-DCL | tot     | gent-BEN  |
|      | ‘El sol entra / s'aixeca per a tota la gent.’ (Inda & Muysken 2005: 73) |            |         |           |

| (12) | haske-l | ox-čay | ma:-ki   | kona  | tuki  | ana | kun-s-xapa         | piči | katan-s-xapa      |
|      | lluny-¿? | ir-DCL | mare-TOP | secar | abans | NEG | recordar-NMLA-PURP | pit  | oblidar-NMLA-PURP |
|      | ‘La mare s'allunya abans d'assecar-se, perquè [el nen] no recordi el pit [= ser alletat], per a oblidar-ho.’ (Vellard 1967: 18) |        |          |       |       |     |                    |      |                   |

| (13) | am-tani                                        | ok-[s]i   | pek-u-čay      |
|      | tú-COM                                         | anar-NMLA | desitjar-1-DCL |
|      | ‘Desitjo anar amb tu […].’ (Métraux 1935: 110) |           |                |

| (14a) | čuni                                    | suni-naka-čay |
|       | bo                                      | home-PL-DCL   |
|       | ‘(Ells són) bons homes’ (Uhle 1894: 66) |               |

| (14b) | wir-i-l-i                                   | ni-wiči-tani    | oka-s-u(-čay)   |
|       | jo-VC-CL.1-VC                               | ell/ella-PL-COM | anar-S-PAS1-DCL |
|       | ‘Jo vaig anar amb ells.’ (Métraux 1935: 90) |                 |                 |

- L'uchumataqu presenta cinc grups de pronoms: personals (vegeu quadre 3), possessius, p.ej. wist 'mi' i nis 'su (d'ell/d'ella), demostratius, p.ej. ti ‘això’ i ni ‘allò’, interrogatius, p.ej. čulu ‘que? com?’ i kasu ‘quants?’, i indefinits, p.ej. čulu 'algo' i či 'uno'.

| wir     | 'jo'               |
| am      | 'tu'               |
| ni      | ‘ell, ella, allò’  |
| ninaka  | ‘ells’             |
| učumi   | ‘nosaltres (incl)’ |
| wisnaka | ‘nosaltres (excl)’ |
| amčuka  | ‘vostès (tots)’    |

- presenta quatre posposicions: huntani ‘sobre, a dalt’ en (15), kesu ‘prop de’ en (16), mora ‘mitjà’ en (17) i kos 'dins' en (18).

| (15) | wes                                                  | huntani-čay     | potsi   |
|      | potsi                                                | sobre;adalt-DCL | ganivet |
|      | ‘El ganivet està sobre la flassada.’ (Uhle 1894: 64) |                 |         |

| (16) | kesu-kači-čay                   |
|      | prop.de-PRED-DCL                |
|      | ‘És a prop.’ (Vellard 1951: 14) |

| (17) | ti                                                                             | tapa  | ču[ki]    | xin-kin[a] | ya-ki     | maska-ki[na] | mora |
|      | aquest                                                                         | pebre | nosaltres | brou-DIR   | posar-TOP | olla-DIR     | mig  |
|      | ‘Posem aquest pebre en el brou, dins de l'olla en el mig.’ (Métraux 1935: 101) |       |           |            |           |              |      |

| (18) | wir-i-l                                        | kui[a] | kos-ta    | ikan-s-n-a-čay        |
|      | jo-VC-CL.1                                     | casa   | dins-LOC2 | romandre-S-O2-FUT-DCL |
|      | ‘Romandré dins de la casa.’ (Vellard 1967: 30) |        |           |                       |

- Quant a la negació en uchumataqu, la partícula ana és usada per a negar clàusules senceres, com s'observa en (19), així com qualsevol classe de paraules.

| (19) | ana                                                                 | kwasi | tun-n-aki-čay    | tiks-n-aki-čay   |
|      | NEG                                                                 | aigua | venir-O2-FUT-DCL | morir-O2-FUT-DCL |
|      | ‘No vindrà aigua [= pluja], nosaltres morirem.’ (Vellard 1949: 152) |       |                  |                  |

- Quant a la morfologia verbal, l'uchumataqu té un sistema de temps futur/no futur, encara que hi ha marcadors per als temps passat, present i futur. Cal ressaltar que, excepte per la marca de primera persona singular en els temps present i futur, el sistema no compleix la funció de marcació personal. La referència a la persona és expressada pels pronoms, com en (20) o inferida del context.

| (20) | čul[u]                                              | am-ta  | tkris-in-ki         |
|      | què                                                 | tú-INT | treball-PAS.HAB-TOP |
|      | ‘En què treballes tu [usualment]? (Vellard 1967: 6) |        |                     |

- L'uchumataqu presenta, a més, tres sufixos d'aspecte: el resultatiu -t, ‘tornar’ ke- i ‘sense meta’ -lay, i tres categories diferents de manera: declaratiu, interrogatiu i imperatiu.

### Sintaxi
Quant a la sintaxi del uchumataqu, es pot esmentar el següent (Hannss, 2009:104-111):
- L'ordre de paraules bàsic del uchumataqu és SOV. En general, un objecte indirecte precedeix l'objecte directe, com s'observa en (21):

| (21) | wir-i-l                                                                      | tu:s-wintani | tek’kus | na-čay    |
|      | jo-VC-CL                                                                     | bassa-dins   | pal     | posar-DCL |
|      | ‘Jo poso el pal [per empènyer la bassa] dins de la bassa’ (Vellard 1967: 28) |              |         |           |

- L'uchumataqu presenta dues sèries d'element clítics: els clítics clausals, que consisteixen en el declaratiu -čay, el marcador de tòpic -ki, i l'afirmatiu -pini, i els clítics personals, que són -l '1a', -m '2a' i -s '3a'. Aquests últims són usats principalment per emfatitzar el subjecte de la clàusula principal. Quant al declaratiu -čay, la seva funció bàsica és la de marcar una afirmació i ocorre en totes les clàusules excepte en les interrogatives i imperatives. Les funcions principals del marcador de tòpic -ki són la marcació d'informació topical, l'establiment del tòpic, i la marcació de verbs hortatius. Finalment, quant a l'afirmatiu o certitudinal -pini, el seu significat depèn de la classe de paraules a la qual està annexat, fluctuant des de purament afirmatiu fins a un grau creixent (d'afirmació).
- Les clàusules imperatives en uchumataqu es caracteritzen per presentar un marcador verbal específic i per la falta d'un marcador declaratiu -čay, com s'observa en (22). Quant a les clàusules interrogatives, estàs poden ser preguntes d'informació, i en aquest cas es fa ús d'un pronom interrogatiu i, encara que opcionalment, del marcador de pregunta -ta i el marcador de tòpic interrogatiu -xwi, com s'observa en (23); o també poden ser preguntes sí/no, que tendeixen a presentar un ordre de paraules OSV, com s'observa en (24):

| (22) | lul-a                        |
|      | menjar-IMP                   |
|      | ‘Menja!’ (Métraux 1935: 100) |

| (23) | hekis-kistana                                | kuya-xwi     |
|      | qui-ABL                                      | casa-TOP.INT |
|      | ‘De qui és aquesta casa?’ (Vellard 1951: 34) |              |

| (24) | kwasi                                                       | lik   | kun | pek      |
|      | aigua                                                       | beure | tu  | desitjar |
|      | ‘Desitges tu beure [una mica de] aigua?’ (Vellard 1967: 11) |       |     |          |

- L'uchumataqu presenta cinc tipus diferents de clàusules predicatives no verbals: les clàusules ecuativas, existencials, locatives, possessives i atributives. En (25), es presenta un exemple de clàusula predicativa no-verbal locativa.

| (25) | kotat-ksi                                  | tusa-naka-ki |
|      | llac-LOC1                                  | bassa-PL-TOP |
|      | ‘Al llac hi ha basses.’ (Métraux 1935: 99) |              |

- Finalment, l'uchumataqu presenta diferents tipus de clàusules complexes, per expressar relacions de tipus adverbial (p. ex. clàusules condicionals i clàusules de propòsit) i de complementació. Els verbs en clàusules complexes estan despullats dels marcadors regulars de temps, aspecte i manera. En el seu lloc, poden ser marcats per morfemes especials que estan restringits a aquests verbs i que no ocorren en els verbs de les clàusules principals. En (26), per exemple, es fa ús del marcador de gerundi -ku en la clàusula subordinada per marcar simultaneïtat d'esdeveniments.

| (26) | kauani-ku                           | oč-u-čay        |
|      | girar-SUB                           | cansar-se-1-DCL |
|      | ‘Girant, em canso.’ (Uhle 1894: 94) |                 |